# Franz von Dingelstedt
Franz von Dingelstedt (30 de junho de 1814 - Viena, 15 de maio de 1881) foi um dramaturgo, poeta e administrador teatral alemão.

## Biografia
Dingelstedt nasceu em Halsdorf, Hesse-Kassel, também conhecido como Hesse-Cassel, na Alemanha. Dingelstedt estudou na Universidade de Marburg. Em 1836 tornou-se o chefe do Lyceum em Kassel, de onde foi transferido para Fulda em 1838. Em 1839 escreveu Unter der Erde, romance de sucesso considerável e, em 1841, escreveu seu livro mais lembrado: Lieder eines kosmopolitischen Nachtwächters. Estes poemas, animados por um forte espírito de oposição a quaisquer características que remetam a despotismo, foram uma contribuição importante para a poesia política de sua época.
A popularidade deste seu livro o fez seguir uma carreira literária e em 1841 ele obteve uma nomeação no quadro de pessoas do extinto jornal Augsburger Allgemeine Zeitung. Em 1843, porém, o satirista dos príncipes alemães aceita, para surpresa geral, a posição de bibliotecário particular do rei de Württemberg. No mesmo ano ele se casa com a célebre cantora boêmia de ópera Jenny Lutzer (1816-1877). Em 1845 publica um volume de poesias, alguns que, tratando da vida moderna, possuíam méritos muito mais literários que de natureza apenas poética. Uma outra publicação subsequente, lançada em 1852, atraiu pouca atenção.
Dingelstedt alcança, graças ao grande sucesso de sua tragédia Das Haus der Barneveldt, a posição de intendente do teatro da corte de Munique em 1850 onde se torna rapidamente o centro da sociedade literária do local. Ele é, porém, atormentado pela animosidade da facção jesuíta presente na corte e, em 1856, é dispensado repentinamente com acusações consideradas fúteis. Não obstante, recebe, por meio da influência de Liszt, outra proposta para uma posição semelhante em Weimar e exerce-a até 1867. Sua administração foi uma das mais bem-sucedidas onde ele se distinguiu dos outros apresentando, em ciclo ininterrupto, todas as peças históricas de Shakespeare.
Em 1867 torna-se o diretor da Ópera Estatal de Viena e em 1872 do Hofburgtheater, uma posição que ocupou até a sua morte, no dia 15 de maio de 1881.
Suas obras incluem Münchener Bilderbogen (1879), um esboço autobiográfico de sua carreira em Munique; Die Amazone (1869), um romance artístico de grande mérito, traduções de várias comédias de Shakespeare e vários textos que tratam de questões práticas da dramaturgia.
É consagrado nobre pelo rei da Baviera em 1867 e em 1876 torna-se Freiherr pelo Imperador da Áustria.
Dingelstedt morreu em Viena, e está enterrado ao lado de sua esposa, no cemitério de Wiener Zentralfriedhof.

## Trabalhos (seleção)
- [anonym] Bilder aus Hessen-Kassel. In: Europa. Chronik der gebildeten Welt. 4 (1836). S. 69–80.
- Gedichte. Kassel / Leipzig 1838.
- Die neuen Argonauten. Ein komischer Roman. Fulda 1839.
- Das Weserthal von Münden bis Minden. Kassel 1839.
- Sechs Jahrhunderte aus Gutenbergs Leben. Kleine Gabe zum großen Feste. Kassel 1840.
- [anonym] Lieder eines kosmopolitischen Nachtwächters. Hamburg 1841. Digitalisat der Aufl. 1842: Biblioteca Digital Pedagógica
- [mit Sylvester Jordan] Zeitstimmen aus Hessen. 1840–1848. Kassel 1848.
- Das Haus der Barneveldt. Dresden 1850a.
- Der Goethe-Tag. In: Augsburger Allgemeine Zeitung vom 4. September 1850. S. 3947–3949. (1850b)
- Nacht und Morgen. Stuttgart 1851.
- Studien und Copien nach Shakspeare. Pest / Wien / Leipzig 1858.
- Die Amazone. Stuttgart 1868.
- Eine Faust-Trilogie. Dramaturgische Studie. Berlin 1876.
- Sämmtliche Werke. 12 Bd. Berlin 1877.
- Literarisches Bilderbuch. Berlin 1878.
- Münchener Bilderbogen. Berlin 1879.
- Lieder eines kosmopolitischen Nachtwächters. Studienausgabe mit Kommentar u. Einl. hg. v. Hans-Peter Bayerdörfer. Tübingen 1978.